# استان ارزنجان
استان اَرزَنْجان به ترکی استانبولی (Erzincan) (به کردی: Erzîngan) یکی از استان‌های کشور ترکیه در منطقه آناتولی شرقی است.
مرکز این استان شهر ارزنجان است.
شهر ارزنجان در زمین‌لرزه سال ۱۹۳۹ با بزرگی ۷٫۹ ریشتر ویران شد و در پس از آن بازسازی گردید.

## شهرستان‌ها

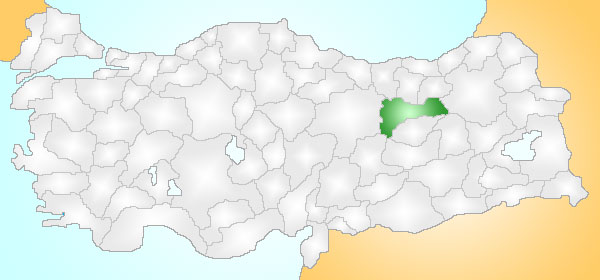
محل استان ارزنجان

این استان ۹ شهرستان دارد:
- چایرلی Çayırlı
- ارزنجان Erzincan
- ایلیچ İliç
- کماه Kemah
- کمالیه Kemaliye
- اوتلوکبلی Otlukbeli
- رفاهیه Refahiye
- ترجان Tercan
- اوزوملو Üzümlü